# Хрест (нагорода)
Хрест — у нагородній системі низки країн нагорода, що за своїм статусом вище медалі, але нижче ордена. До хреста як виду нагороди не можуть належати ордени, навіть якщо в їхній назві є слово «хрест», і тим більше ордени «у вигляді» хреста.
У деяких країнах ступінь «хреста» є доповненням до існуючих ступенів орденів, і, традиційно, використовується для нагородження «нижніх чинів», які з тієї чи іншої причини не можуть бути нагороджені відповідним орденом. Також в нагородних системах деяких країн термін «хрест» використовується замість терміна «орден», тим самим підкреслюючи високий, але, разом з тим, демократичний статус нагороди. Нагород зі статусом «хреста» немає в нехристиянських країнах і країнах з комуністичним ладом.

## Приклади хрестів
- Хрест Івана Мазепи
- Георгіївський хрест
- Залізний хрест (Німеччина)
- Залізний хрест (УНР)
- Хрест Вікторії
- Орлиний хрест
- Військовий хрест «За хоробрість»